# ジェイムズ・ツィンマーマン
ジェイムズ・ツィンマーマン（James Zimmerman、1923年2月19日  - 1999年8月4日）は、アメリカ合衆国の物理学者。

## 業績
サウスダコタ州の農家出身で第二次世界大戦中にはピッツバーグのウェスティングハウスの研究所でレーダーの研究に従事した。第二次世界大戦後、カーネギー研究所で研究を継続して1951年から1953年までスミソニアン研究所でカリフォルニアとチリの天文台で太陽系の天文観測に従事した。彼が低温物理学の分野に携わるようになったのは1960年代初頭にジョセフソン効果が発見されてからだった。1964年に2個のジョセフソン接合を有する直流SQUIDが開発され、1965年にツィンマーマンはシルバーと共に、より構造が単純な1個のジョセフソン接合を有する高周波SQUIDを開発した。彼はその後、計測関連の仕事に従事して国立標準技術研究所に勤務した。彼はSQUIDを使用して地球物理学、生体磁場、医学に適用した。